# France Jamet
Pour les articles homonymes, voir Jamet.
France Jamet, née le 5 février 1961 à Paris, est une femme politique française.
Membre du Front national (FN) depuis 1974, elle devient cadre du parti et s'implante dans la région Occitanie, où elle exerce plusieurs mandats locaux dans l'opposition. Elle devient députée européenne en 2017, après l'élection de Louis Aliot à l'Assemblée nationale, et est reconduite à ce poste aux élections européennes en 2019 puis en 2024.

## Biographie

### Origines et vie privée
Née le 5 février 1961 à Paris, elle est la fille d'Alain Jamet, cofondateur et ancien vice-président du Front national. En 2012, elle est la compagne de Guillaume Vouzellaud, cadre du parti dans l'Hérault.
Ayant obtenu une capacité en droit à 28 ans, elle a exercé plusieurs professions, dont celles de commerçante, d'hôtelière, d'assureuse et de secrétaire juridique.
Proche de la Confédération de défense des commerçants et artisans, elle a dirigé son organe, Le Légitime.

### Carrière politique
Alors que sa famille entretient des liens d'amitié avec celle de Jean-Marie Le Pen et qu'elle est une amie d'enfance de Marine Le Pen, France Jamet adhère au Front national en 1974, et devient par la suite membre du bureau politique du parti,.
Elle se présente à l'élection municipale de 1983 à Montpellier et participe ensuite à de nombreuses campagnes électorales dans l'Hérault.
Depuis 1998, elle siège au conseil régional du Languedoc-Roussillon, devenue conseil régional d'Occitanie en 2016,. Lors des élections régionales de 2010, tête de liste FN en Languedoc-Roussillon, elle recueille 19,4 % des voix au second tour. Elle préside le groupe Front national - Rassemblement bleu Marine au conseil régional.
En 2012, elle se présente à l'élection législative dans la septième circonscription de l'Hérault, où elle obtient 22,1 % des suffrages exprimés au premier tour et 19,8 % au second. Cinq ans plus tard, elle réunit sur son nom 34,3 % des voix dans la première circonscription de l'Hérault au second tour de scrutin.
Lors des élections municipales de 2014 à Montpellier, elle conduit la liste du Front national, qui recueille 13,8 % des voix exprimées au premier tour et 9,2 % au second. Elle est élue conseillère municipale de la ville avec deux autres de ses colistiers, ainsi que conseillère communautaire de Montpellier Méditerranée Métropole.
Au Parlement européen, elle est collaboratrice parlementaire de Joëlle Mélin de 2014 à 2016 ; à ce titre, elle est soupçonnée d'emploi fictif dans le cadre de l'affaire des assistants parlementaires du Front national au Parlement européen.
Le 21 juillet 2017, en raison de l'élection de Louis Aliot à l'Assemblée nationale et du rejet par le Conseil constitutionnel du recours contestant son élection, elle devient députée européenne et quitte, le 15 septembre suivant, sa fonction de présidente du groupe Front national - Rassemblement bleu Marine au conseil régional d'Occitanie,.
Elle figure en 20e position sur la liste du Rassemblement national pour les élections européennes de 2019. Réélue, elle embauche comme collaborateur parlementaire Laurent Latruwe, ancien cadre dirigeant de L'Œuvre française, auteur d'une Histoire des Waffen-SS albanais et ancien animateur de Nations Presse Info,. Elle est au dernier rang des eurodéputés élus ou réélus en 2024 sous l'étiquette RN (avant-dernier dans la mesure où une candidate d'un rang supérieur est remplacée par le premier non élu initialement à la suite de son décès, Nathaly Antona par André Rougé).
En 2021, France Jamet se présente aux élections départementales dans le canton de Montpellier-4, aux côtés de son binôme Dylan Cauvin, référent départemental de Génération nation dans l’Hérault , et elle échoue au second tour.

## Détail des mandats et fonctions
- mars 1998 - décembre 2015 : conseillère régionale de Languedoc-Roussillon
- 4 avril 2014 - 21 juillet 2017 : conseillère municipale de Montpellier
- 15 avril 2014 - 21 juillet 2017 : conseillère communautaire de Montpellier Méditerranée Métropole
- 4 janvier 2016 - 2 juillet 2021 : conseillère régionale d'Occitanie
- depuis le 21 juillet 2017 : députée européenne